# Dama italiana
La dama italiana è un gioco da tavolo e da competizione.
La dama cominciò ad assumere una forma moderna verso la metà del XVI secolo e il primo libro sul gioco fu edito nel 1547 dallo spagnolo Antonio de Torquemada, mentre il primo trattato sulla dama italiana è opera di Cesare Mancini nel 1830.
Il primo Campionato italiano di dama italiana fu disputato nel 1925.

## Damiera e pedine

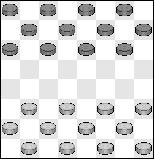
Posizione di partenza della dama italiana

Il gioco, al quale prendono parte due giocatori, si svolge su una damiera formata da 64 caselle: 32 bianche e 32 scure.
Le pedine sono 24: 12 bianche e  12 nere e si dispongono sulle caselle scure, mentre la damiera va disposta in modo che ogni giocatore abbia alla propria destra la casella scura (detta «cantone»).
Le caselle sono convenzionalmente numerate dalla n.1 (il "cantone" dello schieramento con le pedine nere) alla n. 32 (il "cantone" dello schieramento con le pedine bianche).

### Il movimento dei pezzi
- Il gioco è sempre iniziato dal giocatore che conduce la partita con le pedine bianche.
- I giocatori effettuano, alternativamente, una mossa per volta: bianco, nero, bianco ecc.
- Le pedine muovono sempre in avanti di una casella sulle caselle scure e quando raggiungono la base avversaria diventano dame.
- La dama si contrassegna sovrapponendo un altro pezzo dello stesso colore.
- La dama può muovere in avanti o indietro di una casella sempre sulle caselle scure.

### Le regole di presa
- La presa è obbligatoria: infatti, quando una pedina incontra una pedina di colore diverso, con una casella libera dietro, sulla stessa diagonale, è obbligata a prenderla (si dice anche catturarla o mangiarla). Qualora la pedina, dopo la prima presa, si trovi nelle condizioni di poter nuovamente prendere, deve continuare a catturare pezzi (fino a un massimo di tre).
- Il soffio è la facoltà di eliminare una pedina che avrebbe dovuto eseguire una presa, ma che invece effettuava una mossa diversa, intenzionalmente o per distrazione. Il nome «soffio» deriva dal gesto che veniva effettuato dal giocatore che prendeva la pedina causa della presa mancata e vi soffiava sopra. In alternativa, per fini tattici, anziché «soffiare» si poteva obbligare l'avversario al rispetto della regola di presa. Esso resiste nella dama familiare, ma non è più applicato sin dal 1936 nelle partite ufficiali.
- La pedina può prendere solo in avanti, lungo le due diagonali; una pedina prende solo pedine e non dame.
- La dama può prendere (catturare, mangiare) su tutte e quattro le diagonali.
- La dama non può mai essere soffiata.
- Se una dama e una pedina possono prendere un egual numero di pezzi, o una dama può scegliere tra la presa di una dama e di una pedina, è obbligatorio prendere con il pezzo di maggior qualità, cioè la dama. Se una dama ha la possibilità di scegliere tra prese di un egual numero di pezzi di qualità diversa, deve prendere dalla parte dove c'è una maggior qualità complessiva. Se una dama può scegliere tra prese di eguale qualità complessiva, deve prendere dalla parte ove incontra per primo un pezzo di maggior qualità. Nel caso le possibilità siano "pari", anche dopo l'applicazione dei criteri di cui sopra, il giocatore sceglierà secondo le proprie esigenze tattiche.

### Esito della partita
I risultati possibili al termine di una partita sono due:
- Vittoria di uno dei due contendenti sull'altro;
- Partita patta.

Un giocatore ottiene la vittoria quando:
- L'avversario non ha più pezzi da muovere, e quindi, non ha possibilità di effettuare alcuna mossa avendo tutti i pezzi bloccati;
- L'avversario abbandona per resa;

Una partita, invece, viene dichiarata patta quando:
- I due contendenti, notando che la partita è in fase di stallo, tramite comune accordo dichiarano la partita patta;
- Le posizioni dei pezzi sulla damiera si ripetono per 3 volte durante il match, anche se non consecutivamente.